# Giorgi Saldadze
Giorgi Saldadze (* 21. března 1973) je bývalý sovětský a gruzínský zápasník – klasik, který od roku 1992 reprezentoval Ukrajinu.

## Sportovní kariéra
Zápasu řecko-římskému se věnoval od 13 let v gruzínském Kutaisi. V roce 1990 odjel studovat na Ukrajinu na vysokou školu tělesné výchovy a sportu LOVUFK (ЛОВУФК) v Luhansku. Po rozpadu Sovětského svazu koncem roku 1991 přijal ukrajinské občanství. V roce 1992 přivedl na Ukrajinu i svého mladšího bratra Davita. V ukrajinské mužské reprezentaci se pohyboval od roku 1992 v těžké váze do 100 kg. V roce 1996 se kvalifikoval na olympijské hry v Atlantě. Ve druhém kole porazil v napínavém zápase Rusa Tejmuraze Edišerašviliho 6:3 na body, ale v následném kole chyboval a prohrál na lopatky se Švédem Mikaelem Ljungbergem. Obsadil 7. místo.
Od roku 1997 startoval ve vyšší supertěžké váze do 130 kg. V roce 2000 se kvalifikoval na olympijské hry v Sydney. V základní skupině své o třídu horší soupeře nepodcenil a postoupil do čtvrtfinále proti Rusu Alexandru Karelinovi. Jako po několikáté ve své kariéře na fenomenálního Karelina nestačil a obsadil konečné 6. místo. Sportovní kariéru ukončil v roce 2004. Žije v hlavním městě Ukrajiny v Kyjevě.

## Výsledky
| Turnaj             | 1992 | 1993 | 1994 | 1995 | 1996 | 1997 | 1998 | 1999 | 2000 | 2001 | 2002 |
| Turnaj             | 19   | 20   | 21   | 22   | 23   | 24   | 25   | 26   | 27   | 28   | 29   |
| Turnaj             | -100 | -100 | -100 | -100 | -100 | -130 | -130 | -130 | -130 | -130 | -120 |
| ------------------ | ---- | ---- | ---- | ---- | ---- | ---- | ---- | ---- | ---- | ---- | ---- |
| Olympijské hry     | —    |      |      |      | 7.   |      |      |      | 6.   |      |      |
| Mistrovství světa  |      | ?    | 3.   | 3.   |      | —    | 5.   | 5.   |      | úč.  | úč.  |
| Mistrovství Evropy | —    | ?    | 3.   | 2.   | —    | 4.   | 2.   | úč.  | úč.  | —    | —    |
| MS nadějí          |      | 2.   |      |      |      |      |      |      |      |      |      |
| ME nadějí          | 1.   |      |      |      |      |      |      |      |      |      |      |